# 容中尔甲
容中尔甲（藏語：གཡུང་དྲུང་རྒྱལ་，威利转写：g.yung drung rgyal，1969年8月7日—），中国藏族歌手，四川阿坝州金川县人。他毕业于四川阿坝师范专科学校中文系。他是20世纪末、21世纪初最有名的藏族男歌手之一。
2007年容中尔甲作为总制作、出品人，和舞蹈家杨丽萍合作，推出大型歌舞乐表演《藏谜》。

## 专辑
1. 《阿咪罗罗》
2. 《高原红》
3. 《九寨沟之歌》
4. 《雄鹰在飞翔》

## 代表曲目
1. 高原红
2. 神奇的九寨
3. 牧人
4. 九寨之子
5. 背水姑娘
6. 雄鹰在飞翔
7. 九寨之恋
8. 吉祥谣
9. 九寨情缘
10. 雪域之光